# Ruta Provincial 312 (Tucumán)
La Ruta Provincial 312 es una carretera de Tucumán, Argentina, que une la intersección con la ruta provincial 311 en Gonzalo y la ruta 321 en Mayo. La ruta se encuentra pavimentada solo en el tramo entre Colonia Mayo y Alderetes de 15 kilómetros de los 104 kilómetros totales.
En 2020 se realizaron trabajos de repavimentación de la carretera entre Colonia Mayo y Los Gutiérrez, siendo inaugurado el 18 de noviembre del mismo año por el gobernador Juan Manzur, la legisladora Graciela Gutiérrez y el intendente de Alderetes Aldo Salomón. Las obras también incluyeron la construcción de nuevos desagües y cordón cuneta. En 2024 se hicieron trabajos de recuperación de calzada entre El Cadillal y El Timbó.

## Localidades
Las localidades por las que pasa son las siguientes:
- Departamento Cruz Alta: Colonia Mayo, La Florida, Alderetes y Los Gutiérrez.

- Departamento Burruyacú: El Timbó y Alta Gracia.

- Departamento Tafí Viejo: El Cadillal.

- Departamento Trancas: Tapia, Ticucho, Choromoro, La Higuera, Chuscha y Gonzalo.